# Féjja Sándor
Féjja Sándor (Budapest, 1940. december 6. –) fotó- és filmkutató pszichológus, filmtörténész.

## Pályafutása
A Kölcsey Ferenc Gimnáziumban tanult, a Mester utcai Fáy András Gimnáziumban érettségizett 1959-ben. Filmlaboránsi (1960) és fényképészi szakmunkás-bizonyítványt (1963) szerzett. Egyetemi tanulmányait az ELTE BTK klinikai pszichológia szakán – a lipótmezei Országos Ideg- és Elmegyógyintézetben volt gyakornok –, Mérei Ferenc pszichológus (hálózatkutató) tanítványaként végezte (1969), közben művészettörténeti, esztétikai és mozgóképpel kapcsolatos szaktárgyakkal foglalkozott; a Színház- és Filmművészeti Főiskolán egyetemes filmtörténetet és filmesztétikát, a Kőrösi Csoma Sándor Intézet világi levelező tagozatán, Hetényi Ernő tibetológusnál pedig buddhológiát tanult (1967-1969). Diplomamunkája: A személyiség pathopszichológiai megnyilvánulása a filmművészetben. 
A Népművelési Intézet külső munkatársaként – Réti Pál és Zágon Bertalan mentorálásával – tevékenykedett a hazai amatőrfotós és –filmes mozgalomban (előadások, cikkírás, lapszerkesztés, zsűrizések); a Tokaji Művésztelepen – Bánszky Pál felkérésére – interaktív művészetpszichológiai team-beszélgetések guide-ja volt. Diapozitívokkal és mozgóképekkel illusztrált fotó- és filmtörténeti előadásokat tartott a TIT-Szabadegyetemen. Mozgókép és pszichológia témájú, filmbejátszásos műsorai voltak az ELTE Egyetemi Színpadán. 
Fotográfiával foglalkozó szakcikkei 1966 óta jelentek/jelennek meg: FOTO, Fotografie, Fotóművészet, Szovjetszkoje foto, Szellemkép, Fotómozaik, Digitális Fotó Magazin. 1970-ben vette fel tagjai sorába a Magyar Fotóművészek Szövetsége, ahol több éven át vezette az Ösztöndíj Bizottságot.
Pályáját 1959 decemberében a Budapest Filmstúdiónál (korábban HDF) kezdte, volt világosító, laboráns, segédoperatőr, standfotós. E filmgyár laboratóriumából a Híradó- és Dokumentumfilm Stúdióhoz került filmraktárosnak, majd a MAFILM 4. sz. játékfilmstúdióhoz (Nemeskürty István alkotócsoportja) dramaturgnak. 1972 és 1976 között a filmvállalat pszichológusaként gyakorlati feladatokat végzett. Filmpszichológiai kutatással – közönség- és filmhatás tárgykörében – a Magyar Filmtudományi Intézet és Filmarchívum megbízásából kezdett el foglalkozni (1968-tól), melynek tudományos kutatója lett. 
Tagja volt itt Tárnok János filmszociológiai csoportjának (1976-tól), ezzel egyidejűleg, 1986-1990-ben a Port Ferenc menedzselte Fővárosi Moziüzemi Vállalat (majd Budapest Film) elméleti és módszertani osztályát vezette, kiadványát (Az EMO Közleményei) szerkesztette, amelyben rendszeresen publikált. Tanulmányúton járt (Zs. Zsabszkij vezetésével) a moszkvai Gosfilmofondnál; meglátogatta a hollywoodi Universal Studios-t; vendégül látta őt Disneyland (Anaheim, Katy Pittara). Több tévéműsorban kutatási témáival szerepel(t). Írója és előadója a Fejezetek a film történetéből című oktatófilm sorozat 25. részének: A magyar animációs film I-II. (MAFSZ, 1991). Rendezője a Kovásznai György filmanimációs munkásságával foglalkozó dokumentumfilmnek: Másképp-mozi. 
Számos írása az animációs film egyetemes és magyar történetével, esztétikájával, dramaturgiájával foglalkozik. Publikálására hosszan, nyomdakészen várt A Kiskakas kutyakötelessége. Macskássy Gyula világa c. tanulmánya (2015).
Gondolatai több lapban olvashatók: Filmvilág, Jelentkezünk, Pergő Képek, Szakszervezeti Szemle, Filmkultúra, Kinetechnische Mitteilungen, Filmkultúra Online, Muszter, Filmtudományi Szemle, Művészet, valamint Kritika, Jel – Kép, Magyar Pedagógia, Magyartanítás, Népművelés, Budapesti Népművelő, MAFILM Híradó, Pannónia Film Híradó, Hungarofilm Bulletin stb.
A filmpszichológia tanára volt a Színház- és Filmművészeti Főiskolán (Nemes Károly
filmelméletek c. kurzusán), valamint az Eszterházy Károly Tanárképző Főiskolán (Kakuk Jenő
közművelődés-tanár megbízásából). A Képző- és Iparművészeti Szakközépiskolában (Kisképző) fotópszichológiát és -esztétikát tanított, egyetemes animációtörténeti kurzusokat jegyez a Magyar Iparművészeti Főiskolán (most Moholy-Nagy Művészeti Egyetem). 
Cselekményértelmező, tartalomelemző beszélgetéseket vezet(ett) filmklubokban. Tíz éven át elítéltekkel filmterápiás csoportfoglalkozásokat tartott büntetés-végrehajtási intézetekben. A Teleschola tévéiskolán a filmtörténet és mozgóképelemzés tanára volt. E tantárgyat 2007-2013-ban tanította: Körmédia Szolgáltató Kft., Zsámba Pénzügyi és Számviteli Bt., Szent István Egyetem; jelenleg is oktatja: Színház és Film Intézet. Mozgóképbefogadás-pszichológiai előadásokat tart és konfliktuskezelő tréninget vezet: Polifilm műhely és iskola, Magyar Operatőrök Társasága (HSC) Stábiskola; 2008-tól a Moziinfo Informatikai és Oktatási Kft.-nél vezetett, 2013-ig.
Tagja a Magyar Pszichológiai Társaságnak, az Optikai, Akusztikai, Film- és Színháztechnikai Tudományos Egyesületnek, a Magyar Filmművészek Szövetségének, továbbá a Filmművészek és Filmalkalmazottak Szakszervezetének. 2006-2013: elnöke a Pannon Animáció Alapítványnak. 2009-től 2012-ig kurátora volt a Nemzeti Kulturális Alap (NKA) Mozgókép Szakmai Kollégiumának. 2000-2013: számlaképes egyéni vállalkozó (oktatás, publikálás, film- és fotótárgyú szaklektorálás). Az Oktatási Hivatal igazolása szerint: szakértő (sorszám: SZ021192) és szakmai vizsgaelnök (sorszám: SZV010011).

## Szigorúan válogatott tanulmányok
Az esztétikai élmény pszichológiája (Művészet, 1967), Pathológia-film, filmpathológia (Filmvilág, 1967. 6. sz), Lesage ördöge az identifikáció mankójával sántít (Kritika, 1968), Zen-buddhizmus és fotóművészet (Kritika, 1968), Hatásvizsgálat — filmhatásmérés (Jelentkezünk, 1969. 15. sz.), A „Fényes szelek” attitűd és identifikációs vizsgálata (Tanulmányok a filmszociológia problémaköréhez, 1971), A „Feed-Back” filmismeretterjesztés (Jelentkezünk, 1971. 18. sz.), Filmismeretterjesztés visszacsatolással (Magyar Pedagógia, 1972), Kegyetlenség, erőszak, félelem. A Jancsó-filmek lélektanához (Filmkultúra, 1972), Gyártáspszichológiai vázlatok (MAFILM Híradó, 1972-1976), A Magyar Filmlaboratórium klímakonfliktusának vizsgálata (FITU, kézirat, 1974), Pszichikus folyamatok az animációs film befogadásakor (Tanulmányok a magyar animációs filmről, 1975, 313 – 441. o.), Klubok, stúdiók — és: konfliktusok (Pergő Képek, 1975. 1. sz.), Filmművészet és magatartás (Filmtudományi Szemle, 1976. 3. sz.), Metodológiáról a Kagan-modell kapcsán (Filmtudományi Szemle, 1977. 5. sz.), Matyi és Pinocchio (Filmtudományi Szemle, 1978. 1. sz.), Személyközi kudarcok — álarcban. Ingmar Bergman pszichológiai modellje (Filmkultúra, 1979), A mai hazai animációs filmekről (Filmtudományi Szemle, 1979. 6. sz.), Psychological processes involved in watching animated film (Studies in Hungarian Animation I-II., 1980), Levél a filmklubok ügyében (Népművelés, 1980), Hány éves a tinédzser? A rajzfilm és a gyerekek (Jel –Kép, 1980. 4. sz. 65-76. o.), A magyar szociálpszichológiai rövidfilm története és fejlődése (A népszerű-tudományos film, 1981, 99 – 205. o.), A tizenévesek filmbefogadói magatartásáról (Magyartanítás, 1982), A filmbefogadói magatartás pszichológiájáról
(Filmtudományi Szemle, 1982. 39. sz.), Fotóművészet és fotókultúra (Művészeti ismeretek, 1985), Játékfilm-értelmezések (Ketten haltak meg, Virágvasárnap, Sípoló macskakő, Végül, Kilenc hónap; Magyar filmkalauz, Bp. 1985), A montázsszemélyiség (Filmkultúra, 1985), Filmterápiás foglalkozások büntetésvégrehajtási intézetekben (Film és Nevelés, 1986), A Filmszemle mozis tesztje (Filmkultúra, 1987), O voszprijátyii i vozgyejsztviji kinoisszkusztva (Metodologija i metodika szociologicseszko iszledovanyija kinoauditorii, Moszkva, 1987), Mi fán terem a néző animációképe? (HÁTTÉR a gyerekkultúrához, 1988), A közönségkutatás időszerűsége (Filmkultúra, 1988), Publikum és filmkultúra (Népművelés. 1989), Ha megszelídítesz, szükségünk lesz egymásra? Esőember – (film)pszichológus szemmel (Filmkörkép, 1989), Művészfilmek Győrött (Börtönügyi Szemle, 1990), Élhet-e a döglött medve? (Szellemkép, 1992. 1-2. sz.), Meztelenül érkeztél te is. Éva útja a fotográfiában (Szellemkép, 1994), Kizökkent idő – B.Müller Magda kiállítása az Olof Palme Házban (Fotóművészet, 2002. 3-4. sz.), Mások számára is másként (Fotóművészet, 2004. 3 – 4. sz.), Tékaséta, gyereknézők, hiányérzet. DVD-n megjelenő animációs gyerekfilmek terjesztéséről pszichológus szemmel (Muszter, 2006. június), Fotók szólítják múltbeli élményünket (Digitális Fotó Magazin, 2007. 1. sz.), A fotográfia időbelisége (DFM, 2008. 3. sz.), N. N.-ek közt Indiában (India, a szépség koldusa, 2009), A filmélményem én vagyok 1-7. (Muszter, 2009-2010), Múlandóból — örökkévaló(ság). Fotókká szellemült szerzői autonómia (Relációk, 2010), Ab ovo: csomó, csomók… Duló Károly talányos párhuzamai (Párhuzamok, 2010), Féltve kedvelt fotótémák (DFM, 2011. 7. sz.), Meglátta: átköltötte… Artisztikus tényfotók margójára (Kizökkent idő, 2012), Némi örökkévalóság (Irodalmi Szemle, 2014), A filmoperatőr füle. Escher Károly mozgóképi munkássága (2015), Tények találkozója mozgóképeken. A dokumentumfilm(ezés) etikájáról (2019), Alkotói portré: Tarr Béla (Magyar Filmintézet, kézirat, én.; ké. 390. 9.)
Filmkultúra Online: Deviáns tettek, perforált bűnök (2001), KAFFogtunk (2002), Filmfotók: Mozifutball(2002), „Talán az egyszerűségemben volt a titkom” (2004), Kecskeméten a Nyócker (2005).
„Időutazó” (1975 – 2022) tanulmánycsokor: Tények találkozója mozgóképeken (1975/2019), Személyközi kudarcok — álarcban (1979/2018), Filmbeli személyiség (1989/2016), Ha megszelídítesz, szükségünk lesz egymásra? (1989/2017), Sosemvolt leány igaz története (1994/2022), A Kiskakas kutyakötelessége (2015), A filmoperatőr füle (2015).

## Válogatott bibliográfia
- A filmnyelv ABC-je (Népművelési Propaganda Iroda, 1970)
- Filmdramaturgia (NPI, 1971)
- Film és közönség (NPI, 1975)
- Fotóművészet és pszichológia] (NPI, 1975)
- Pécsi József (Corvina Kiadó, 1976)
- Walt Disney (Magyar Filmtudományi Intézet és Filmarchívum, NPI, 1978)
- Egy filmvígjáték hatásvizsgálatának tapasztalatai (Magyar Filmtudományi Intézet és Filmarchívum – MOKÉP, 1978)
- A Lúdas Matyi c. animációs és élőszereplős film konfrontációs hatásvizsgálata (Magyar Filmtudományi Intézet és Filmarchívum – MOKÉP, 1979)
- Illés György (Magyar Filmtudományi Intézet és Filmarchívum, NPI, 1979)
- Bevezetés a filmszociológiába I-II. (OPAKFI, 1976, 1979)
- Művészeti ismeretek (társszerző; Tankönyvkiadó Vállalat, 1979)
- 15 filmlecke (Műszaki Könyvkiadó, 1982)
- Az amatőrfilmről (NPI, 1982)
- Ki kicsoda a mai magyar filmművészetben (társszerző; Magyar Filmgyártó Vállalat, 1983)
- Gyermekfilmklub (Kecskemét, 1984)
- Aktalbum (társszerző; Corvina Kiadó, 1984)
- A filmbeli személyiség (Művelődési Minisztérium Filmfőigazgatósága, Budapest Film, Hírös Film, 1989)
- Holnap nyolcéves leszek. Az egész estés filmanimációról (Quality Film, 1994)
- Magyar Filmlexikon I-II. (társszerző; Magyar Nemzeti Filmarchívum, 2005, 1574 o.)
- Filmkönyvek könyve. A magyar filmes szakirodalom szakrepertóriuma (társszerző; Magyar Nemzeti Filmarchívum, 2009; archivált kézirat)
- India, a szépség koldusa (társszerző; Magyar Filmtörténeti Fotógyűjtemény Alapítvány, 2009)
- Relációk (társszerző; MFFA, 2010)
- Kizökkent idő (társszerző, MFFA, 2012)
- Lehet másképp – Szécsényi Ferenc operatőr (társszerző; Gondolat Kiadó, 2017)
- PIPÓ. Ozorai Gábor fotói (társszerző; Dombóvár, 2022)
- A csillagok járásával… Szőts Istvánnal beszélget Szabó Balázs (társszerző; Gondolat Kiadó, 2022)

## Kitüntetése
- Eötvös József "Érteni a szív nyelvén" Életműérem (2013)